# 谢尔盖·叶梅林
谢尔盖·亚历山德罗维奇·叶梅林（俄语：Сергей Александрович Емелин，1995年6月16日—）是俄罗斯古典摔跤运动员，东京奥运会铜牌得主，2018年世界冠军，两届欧洲冠军，俄罗斯青少年锦标赛冠军和奖牌得主，2014年世界青少年锦标赛铜牌得主。2015年世界青年冠军。